# Lauri Lehtinen
Lauri Lehtinen (Finlandia, 10 de agosto de 1908-10 de diciembre de 1973) fue un atleta finlandés, especialista en la prueba de 1500 m en la que llegó a ser campeón olímpico en 1932.

## Carrera deportiva
En los JJ. OO. de Los Ángeles 1932 ganó la medalla de oro en los 1500 metros.
En los JJ. OO. de Berlín 1936 ganó la medalla de plata en los 5000 metros, corriéndolos en un tiempo de 14:25.8 segundos, llegando a la meta tras su compatriota Gunnar Höckert y por delante del sueco Henry Jonsson (bronce con 14:29.0 segundos).